# 阿扎司琼
阿扎司琼（英语：Azasetron）是一种止吐药，作为5-HT3受体拮抗剂，pKi=9.27，用于治疗癌症化疗（如顺铂化疗）引起的恶心和呕吐。盐酸阿扎司琼的常用剂量为10毫克，每日一次，口服或静脉注射。它在日本获准上市，由鸟居制药有限公司独家销售，商品名为“Serotone I.V. Injection 10 mg”和“Serotone Tablets 10 mg”。该药物的药代动力学数据来自塚越茂（Tsukagoshi Shigeru）。
苯磺酸R-阿扎司琼（R-azasetron besylate，SENS-401）已被研究用于预防与突发感音神经性听力损失、声创伤和顺铂引起的耳毒性相关的听力损失。